# Sphaerodoropsis triplicata
Sphaerodoropsis triplicata är en ringmaskart som beskrevs av Fauchald 1974. Sphaerodoropsis triplicata ingår i släktet Sphaerodoropsis och familjen Sphaerodoridae. Inga underarter finns listade i Catalogue of Life.